# Janíkovce
Janíkovce jsou městskou částí Nitry (Slovensko). Leží na okraji Podunajské pahorkatiny, cca 5 km jihovýchodně od centra Nitry, při cestě do obce Čechynce. V roce 2021 zde žilo 2139 obyvatel. Místní kostel sv. Petra a Pavla je kulturní památka; kostel se zmiňuje již ve 14. století; dnešní podoba kostela pochází ze 17. století.
Je zde letiště Nitra-Janíkovce, na kterém sídlí Aeroklub Nitra.

## Historie
V minulosti byla obec rozdělena na Malé Janíkovce a Velké Janíkovce (maďarsky Nagyemőke) . Velké Janíkovce původně patřily Zoborskému klášteru. V roce 1576 obec vypálili Turci. V letech 1920 až 1974 se obec nazývala Velké Janíkovce a byla samostatnou obcí. V roce 1975 se obec stala městskou částí Nitry.